# 歌川広重
歌川 広重（うたがわ ひろしげ、寛政9年〈1797年〉 - 安政5年9月6日〈1858年10月12日〉）は、江戸時代の浮世絵師。本名は安藤重右衛門。幼名を徳太郎、のち重右衛門、鉄蔵また徳兵衛とも称した。「安藤広重」と呼ばれたこともあるが、安藤は本姓で広重は号であり、両者を組み合わせて呼ぶのは不適切で、広重自身もそう名乗ったことはない。
江戸の定火消しの安藤家に生まれ家督を継ぎ、その後に浮世絵師となった。風景を描いた木版画で大人気の画家となり、ゴッホやモネなどの西洋の画家にも影響を与えた。

## 人物・略歴

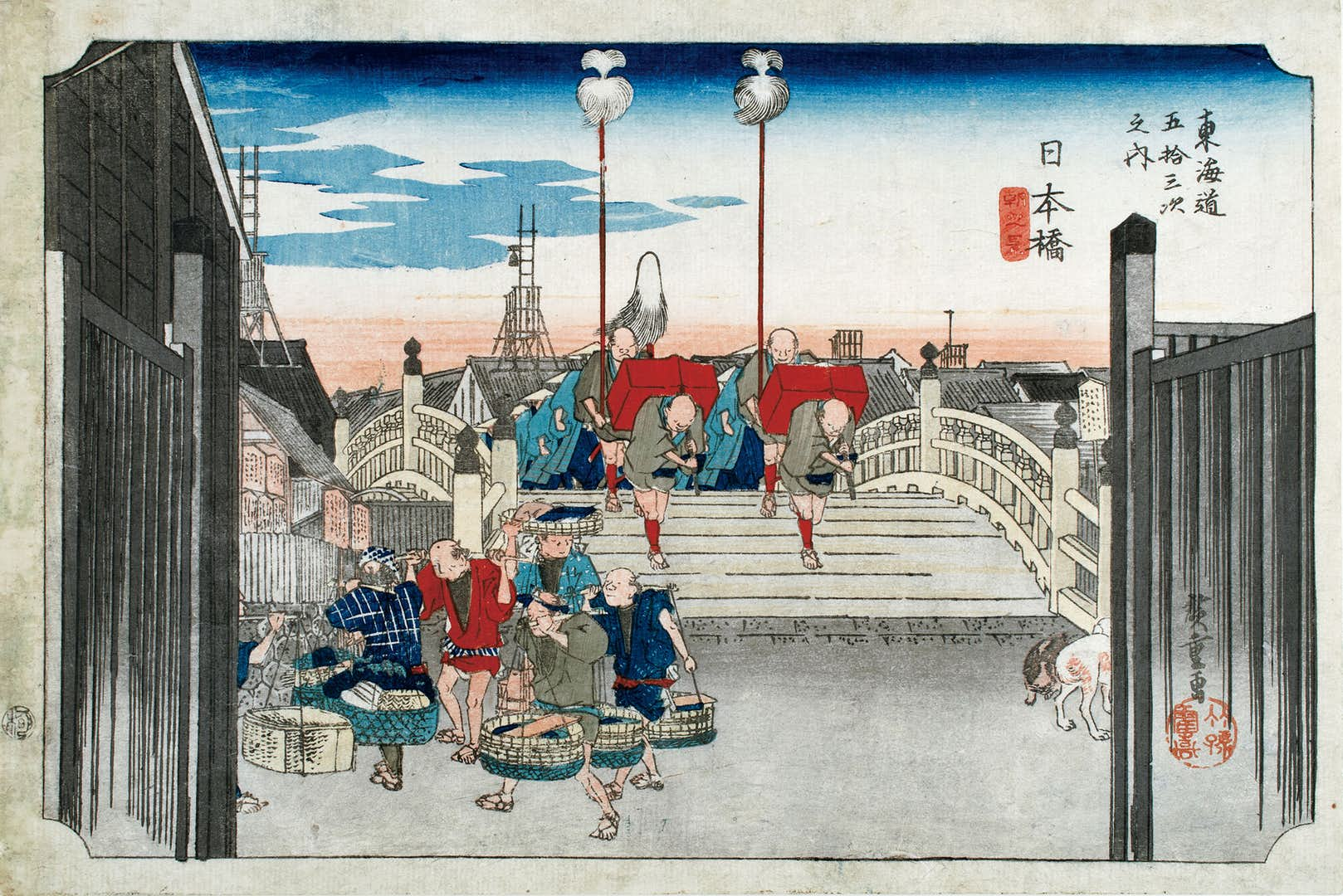
東海道五十三次之内 日本橋

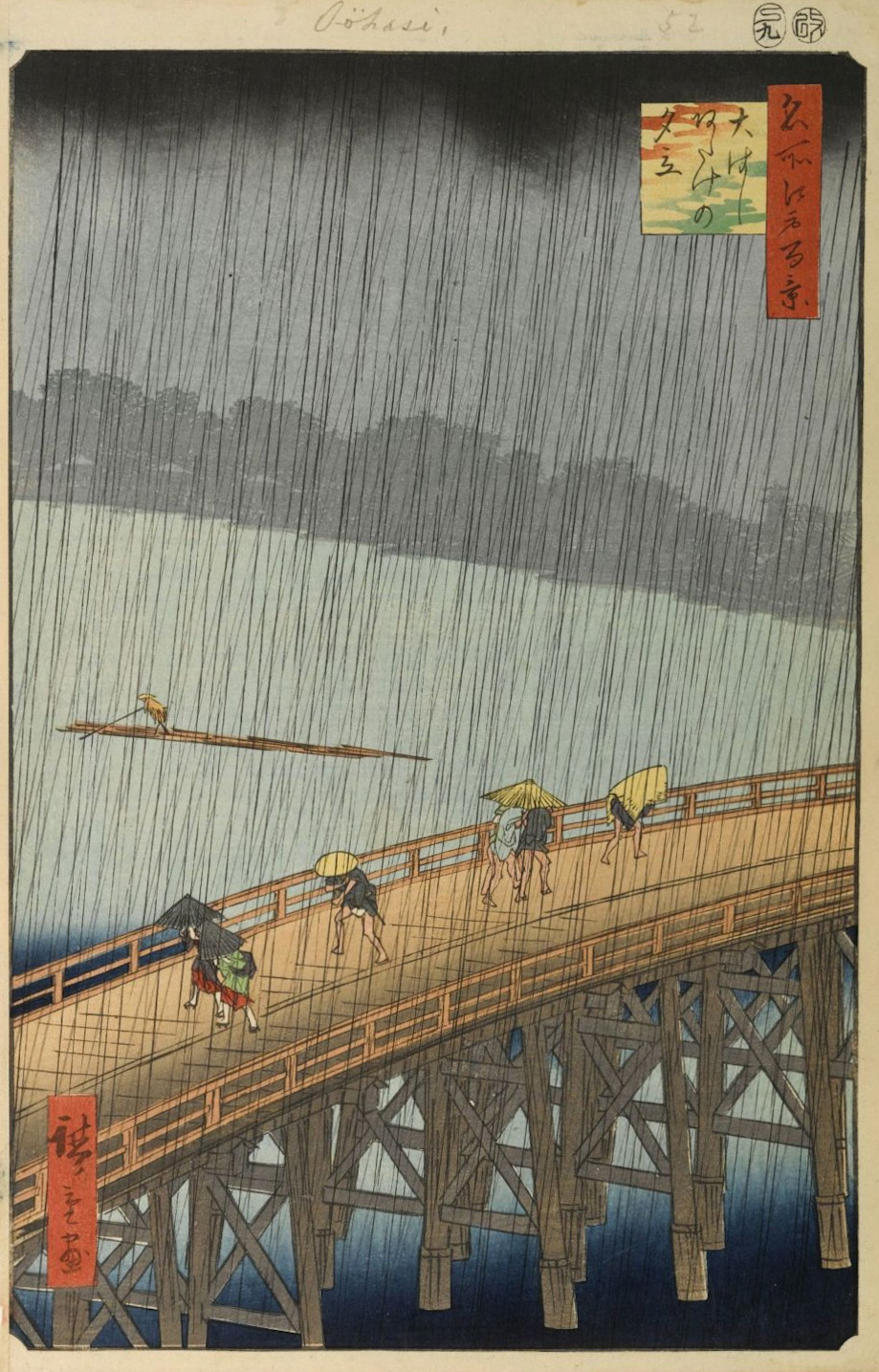
名所江戸百景 大はしあたけの夕立

広重は、江戸の八代洲河岸定火消屋敷の同心、安藤源右衛門の子として誕生。源右衛門は元々田中家の人間で、安藤家の養子に入って妻を迎えた。長女と次女、さらに長男広重、広重の下に三女がいた。文化6年（1809年）2月、母を亡くし同月父が隠居し、数え13歳で広重が火消同心職を継ぐ。同年12月に父も死去。
幼いころからの絵心が勝り、文化8年（1811年）15歳のころ、初代歌川豊国の門に入ろうとした。しかし、門生満員でことわられ、歌川豊広（1774年-1829年）に入門。翌年（1812年）に師と自分から一文字ずつとって歌川広重の名を与えられ、文政元年（1818年）に一遊斎の号を使用してデビュー。
文政4年（1821年）に、同じ火消同心の岡部弥左衛門の娘と結婚した。
文政6年（1823年）には、養祖父（安藤家）方の嫡子仲次郎に家督を譲り、自身は鉄蔵と改名しその後見となったが、まだ仲次郎が8歳だったので引き続き火消同心職の代番を勤めた。
始めは役者絵から出発し、やがて美人画に手をそめたが、文政11年（1828年）師の豊廣没後は風景画を主に制作した。天保元年（1830年）一遊斎から一幽斎廣重と改め、花鳥図を描くようになる。
天保3年 （1832年）、仲次郎が17歳で元服したので正式に同心職を譲り、絵師に専心することとなった。一立齋（いちりゅうさい）と号を改めた。また立斎とも号した。入門から20年、師は豊廣だけであったが、このころ大岡雲峰に就いて南画を修めている。
この年、公用で東海道を上り、絵を描いたとされるが、現在では疑問視されている。翌年から「東海道五十三次」を発表。風景画家としての名声は決定的なものとなった。以降、種々の「東海道」シリーズを発表したが、各種の「江戸名所」シリーズも多く手掛けており、ともに秀作をみた。また、短冊版の花鳥画においてもすぐれた作品を出し続け、そのほか歴史画・張交絵・戯画・玩具絵や春画、晩年には美人画3枚続も手掛けている。さらに、肉筆画（肉筆浮世絵）・摺物・団扇絵・双六・絵封筒ほか絵本・合巻や狂歌本などの挿絵も残している。そうした諸々も合わせると総数で2万点にも及ぶと言われている。
天保7年(1836年)8月14日に柳橋万八楼にて開催されて曲亭馬琴の古稀祝賀書画会に出席している。
天保8年(1837年)、中山道を経由して京、大坂から四国の丸亀へ旅行をして、帰路は奈良、伊勢を経て東海道を通って江戸へ帰った。
天保9年(1838年)閏4月18日に柳橋河内屋にて開催された二代目柳川重信の書画会に出席している。
安政5年没。享年62。死因は当時、江戸で流行して多くの死者を出したコレラに感染したもの。墓所は足立区伊興町の東岳寺。法名は顕功院徳翁立斎居士。友人歌川豊国（三代目）の筆になる「死絵」（＝追悼ポートレートのようなもの。本項の画像参照）に辞世の歌が遺る。
東路へ筆をのこして旅のそら 西のみ国の名ところを見ん
（「死んだら西方浄土の名所を見てまわりたい」の意）

### 江戸での住居
文久年間（1861年から1863年）の「江戸日本橋南之絵図」によると、日本橋大鋸（おおが）町（現在の京橋）に広重の住居があり、西隣には狩野永悳の旧居が印刷されている。
その後、京橋よりに道路5つほど先の、常磐町に移転したようである。

### 辞世の句
辞世の句は、
東路（あづまぢ）に筆をのこして旅の空　西のみくにの名所を見む
であるというが、「後代の広重の作ではないか」とする見解もある。
明治15年（1882年）4月(広重の死後24年目)、門人達が、墨江須崎村の秋葉神社に碑を建立したが、第二次世界大戦の東京大空襲により破壊され、現在は残っていない。

### 墓所

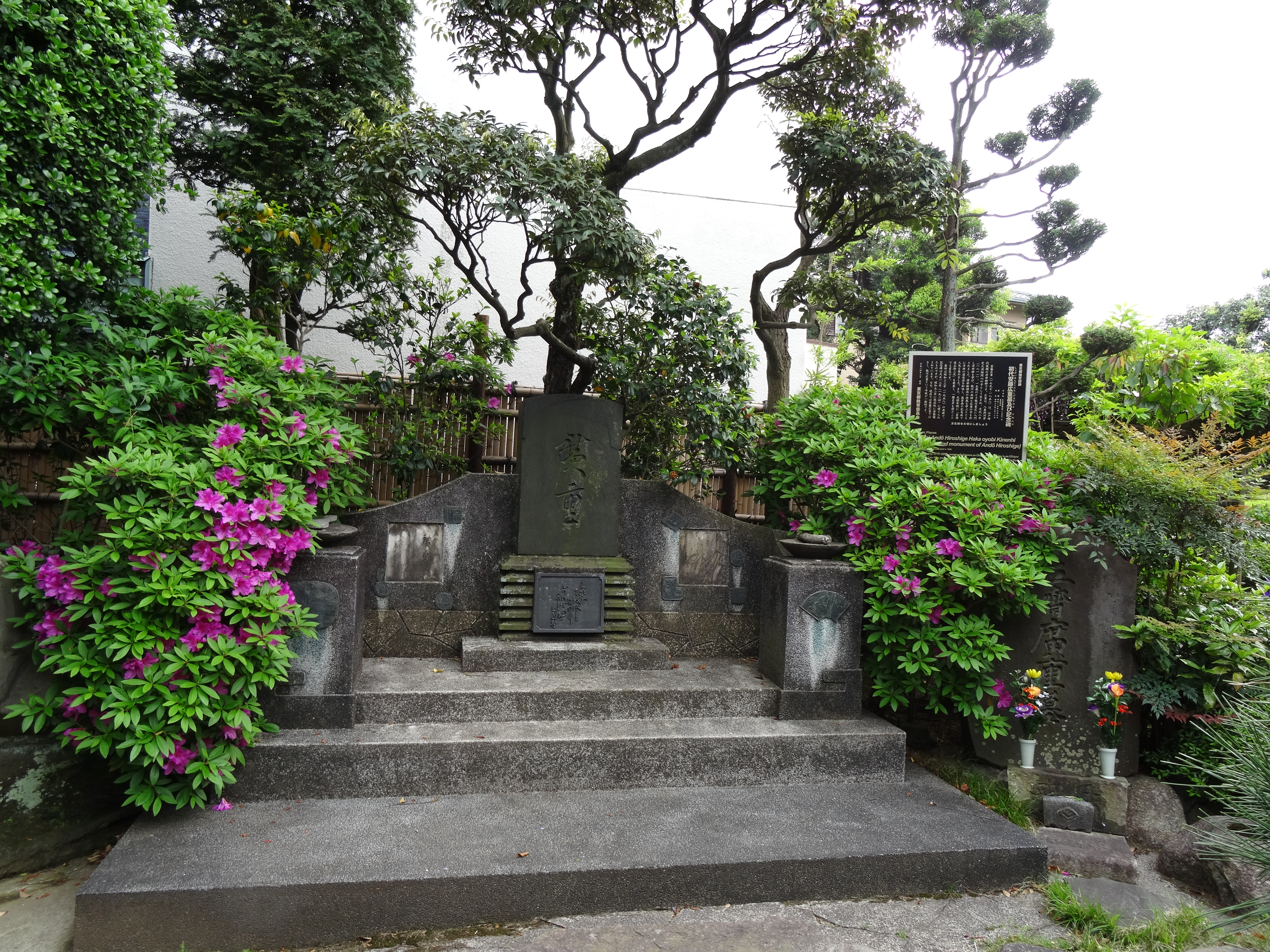
東京都足立区の東岳寺境内の初代広重墓及び記念碑

流行の疫病（コレラ）により安政5年（1858年）9月6日61歳で没。墓所は東京の足立区にある禅宗東岳寺である。

## 特色

### ヒロシゲブルー

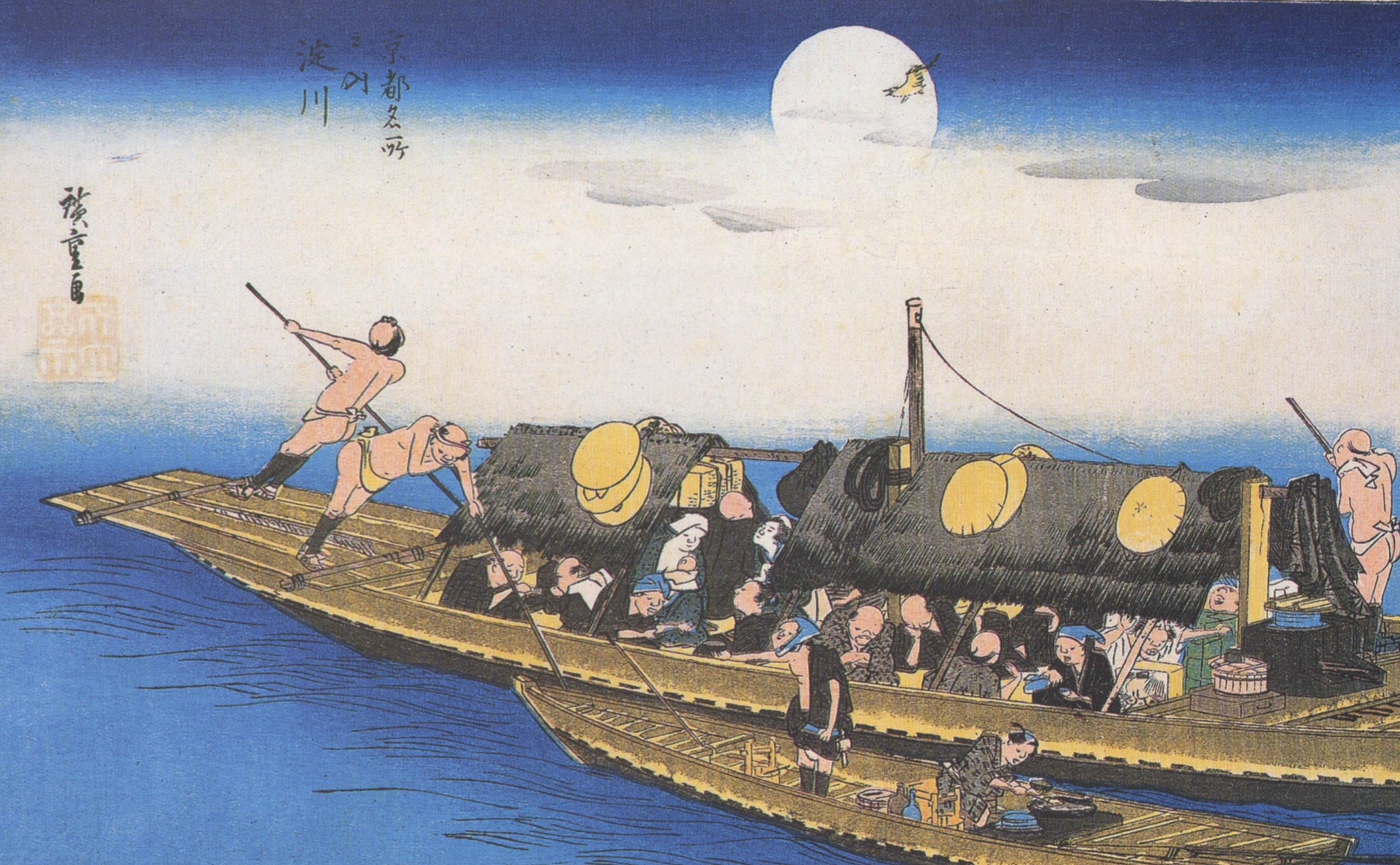
京都名所之内　淀川

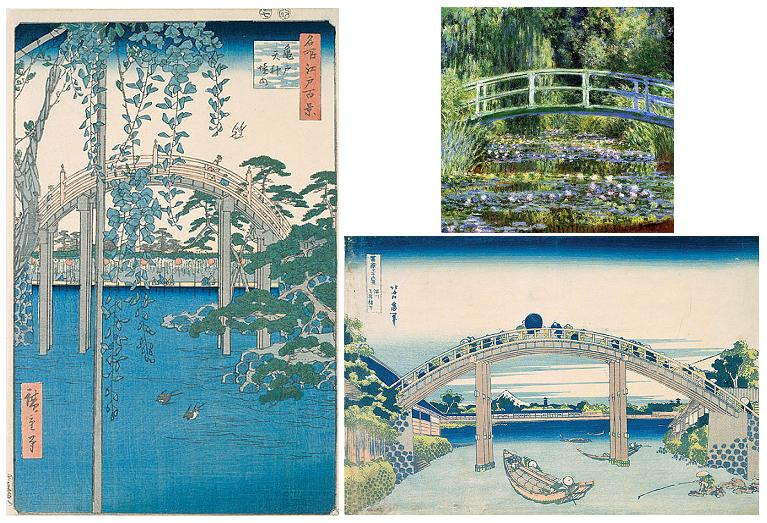
左：広重　右下：北斎　右上：モネの構図の類似例

歌川広重の作品は、ヨーロッパやアメリカでは、大胆な構図などとともに、青色、特に藍色の美しさで評価が高い。
この鮮やかな青は日本古来の藍（インディゴ）の色と間違えられることがあるが、当時ヨーロッパから輸入された新しい顔料であるベロ藍つまり紺青である。木版画の性質から油彩よりも鮮やかな色を示すため、欧米では「ジャパンブルー」、あるいはフェルメール・ブルー（ラピスラズリ）になぞらえて「ヒロシゲブルー」とも呼ばれる。
ヒロシゲブルーは19世紀後半のフランスに発した印象派の画家や、アール・ヌーヴォーの芸術家らに影響を与えたとされ、当時ジャポニスムの流行を生んだ要因の一つともされている。

### 東海道往復旅行

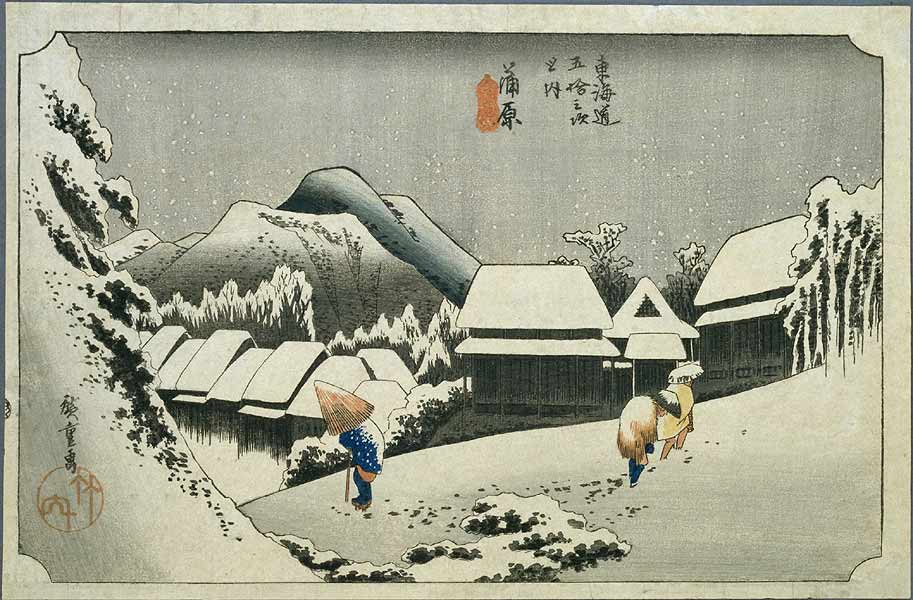
東海道五十三次之内　蒲原

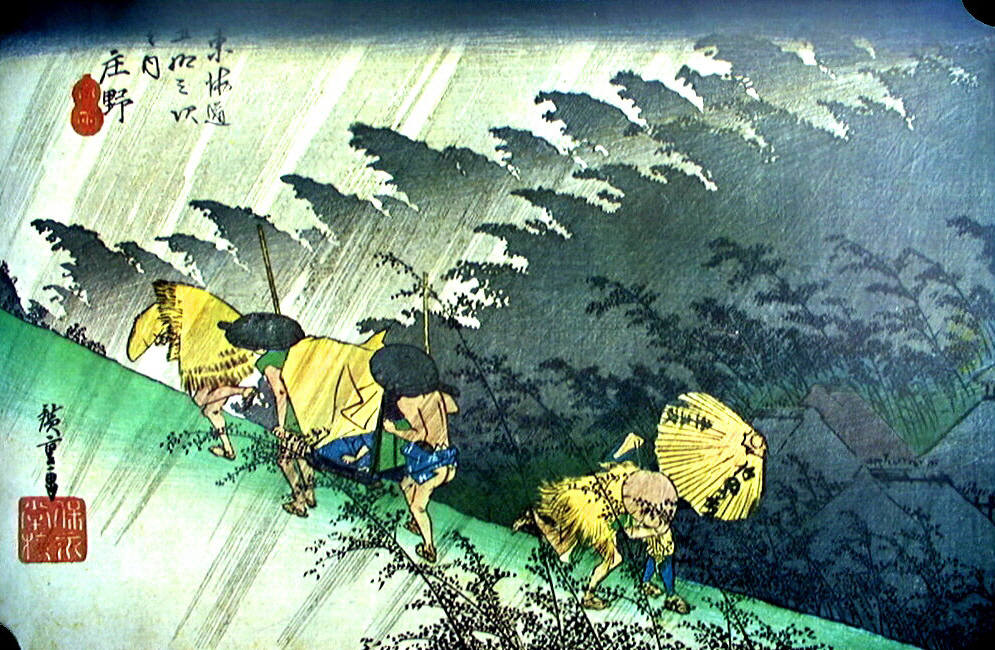
東海道五十三次之内　庄野

天保4年（1833年）、傑作といわれる『東海道五十三次絵』が生まれた。この作品は遠近法が用いられ、風や雨を感じさせる立体的な描写など、絵そのものの良さに加えて、当時の人々があこがれた外の世界を垣間見る手段としても、大変好評を博した。
この連作の前年の天保3年（1832年）秋、幕臣でもあった広重は伝を頼りに幕府の一行（御馬進献の使）に加わって上洛（京都まで東海道往復の旅）し、実際の風景を目の当たりにする機会を得た、とする伝承が伝わる。一方、実際には旅行をしていないのではないかとする説もある。
また、同作は司馬江漢の洋画を換骨奪胎して制作したとする説もある（元伊豆高原美術館長・對中如雲が提唱した）。（外部リンクに、これに対する否定説を述べた『司馬江漢作で、広重の「東海道五十三次」の元絵と称する絵について』あり。）

### 甲州日記

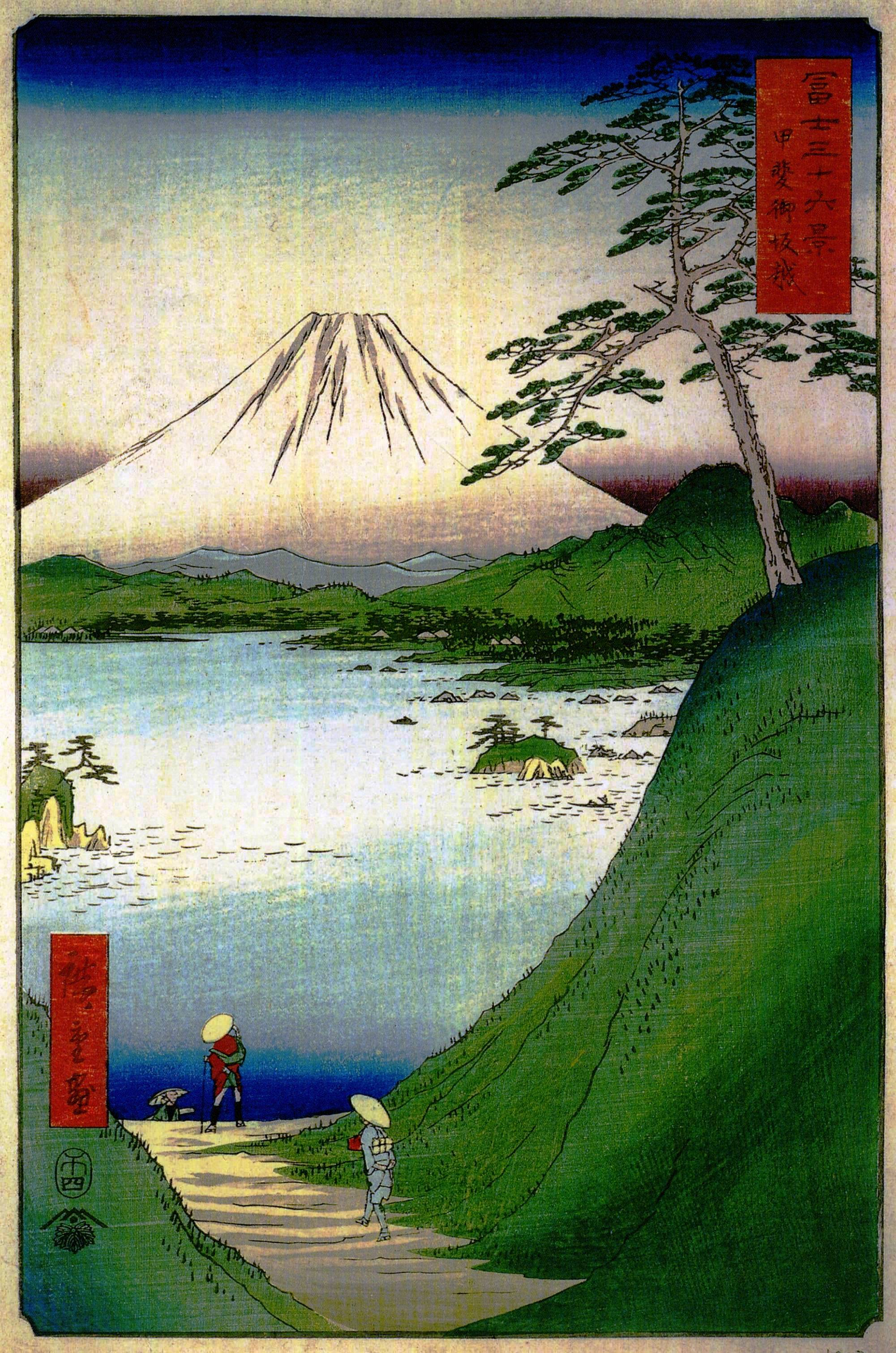
富士三十六景之内　甲斐御坂越

江戸時代中期には生産力の向上から都市部では学問や遊芸、祭礼・年中行事など町人文化が活性化し、幕府直轄領時代の甲斐国甲府（山梨県甲府市）でも江戸後期には華麗な幕絵を飾った盛大な甲府道祖神祭礼が行われており、甲府商人の経済力を背景に江戸から広重ら著名な絵師が招かれて幕絵製作を行っている。広重は天保12年（1841年）に甲府緑町一丁目（現若松町）の町人から幕絵製作を依頼され、同年4月には江戸を立ち甲州街道を経て甲府へ向かい、幕絵製作のため滞在している。この時の記録が『甲州日記』（「天保十二年丑年卯月日々の記」）で、江戸から旅した際に道中や滞在中の写生や日記を書き付けられており、現在の八王子市から見た高尾山、甲府市内から見た富士山や市内の甲斐善光寺、身延町の富士川など甲州の名所が太さの異なる筆と墨で描かれており広重の作品研究に利用されているほか、甲府での芝居見物や接待された料理屋の記録など、近世甲府城下町の実態を知る記録資料としても重視されている。
日記によれば広重は同年4月5日に甲府へ到着し、滞在中は甲府町民から歓迎され句会や芝居見物などを行っている。日記は一時中断して11月からはじまっており、この間には幕絵は完成し、手付金は5両であったという。幕絵は東海道の名所を描いた39枚の作品で、甲府柳町に飾られたという。日記の中断期間中は幕絵制作に専念していた可能性や、制作のためにいったん江戸で戻っていた可能性などが考えられている。広重の製作した幕絵は現存しているものが少ないが、山梨県立博物館には2枚の幕絵が所蔵されており、甲府市の旧家には下絵が現存している。
また、幕絵以外にも甲府町人から依頼された屏風絵や襖絵などを手がけており、甲府商家の大木コレクション（山梨県立博物館所蔵）には作品の一部が残されている。
日記は甲府滞在記録のほか甲斐名所のスケッチも記されており、一部は『不二三十六景』において活かされている。『甲斐志料集成』などに収録され知られていたが、原本は関東大震災で焼失している。発見された写生帳は和紙19枚を綴じたもので、縦19.6cm横13.1cm。3代広重が1894年に（明治27年）死去した直後の海外に流出したとされ、1925年にイギリス人研究家エドワード・ストレンジが著書で紹介して以来、行方不明であった。2005年にロンドンのオークションでアメリカ人が落札、栃木県那珂川町馬頭広重美術館の学芸員が本物と鑑定した。約80年ぶりに発見されたのである（2006年9月5日付朝日新聞）。

### 肉筆画

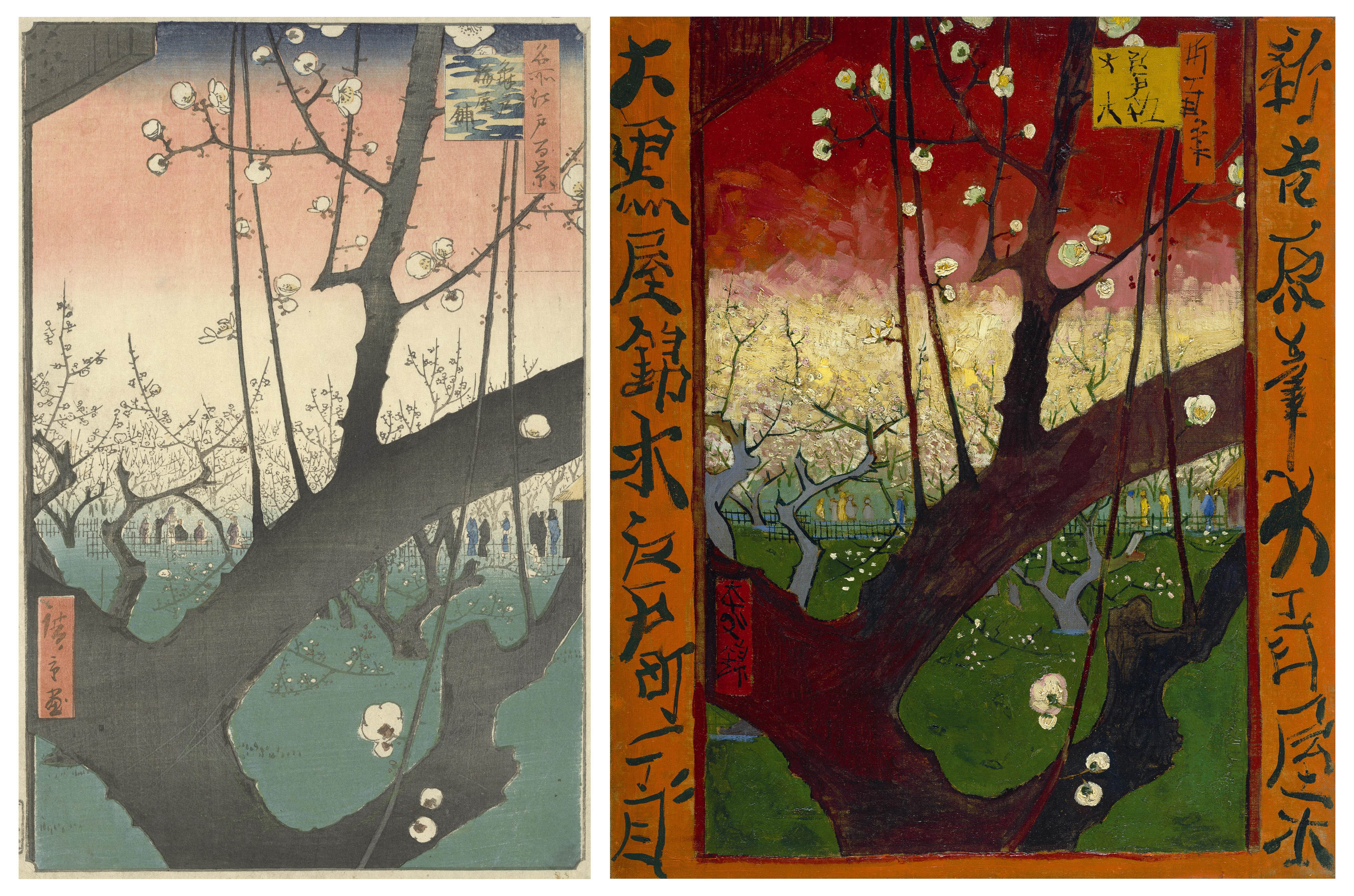
左：広重　　右：ゴッホの模写

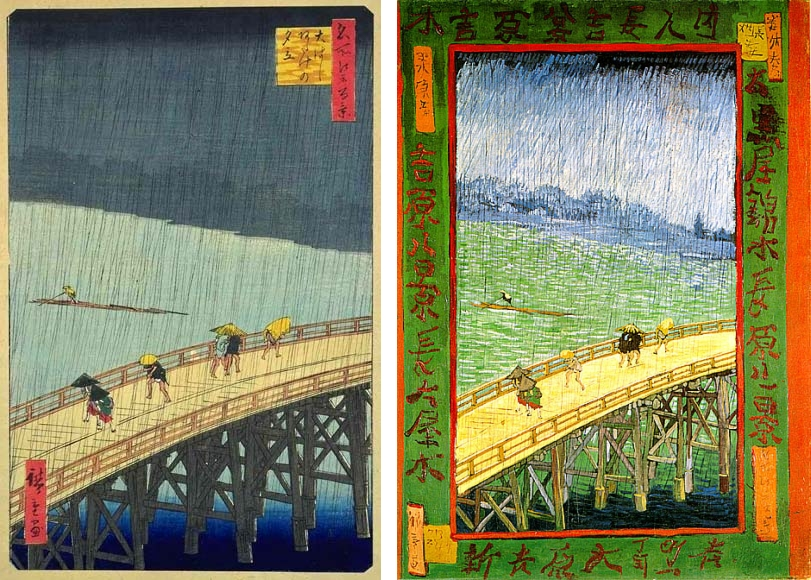
左：広重　　右：ゴッホの模写

版画が盛んになって、浮世絵師が版画家になってからは、彩筆をとって紙や絹に立派に書き上げることの出来るものが少なくなったが、広重は版画とはまた趣の違った素晴らしい絵を残している。
有名なのが、俗に「天童広重」とも呼ばれる200点以上の肉筆画で、天童藩から依頼されたものである。当時、藩財政が逼迫したので藩内外の裕福な商人や農民に献金を募ったり、借金をしていた。1851年、その返済の代わりとして広重の絵を贈った。
なお、広重の遠近法は印象派以後の画家、特にゴッホ（1853年-1890年）に影響を与えたことで良く知られているが、もともと西洋絵画から浮世絵師が取り入れた様式であり、先人としては北斎や、歌川の始祖豊春（1735年-1814年）の浮絵にみられる。

## 広重の襲名者たち
| 『名所江戸百景』中の二代目広重作品。左が「赤坂桐畑雨中夕けい」、右は「びくにはし雪中」。 |  | 『名所江戸百景』中の二代目広重作品。左が「赤坂桐畑雨中夕けい」、右は「びくにはし雪中」。 |
| 『名所江戸百景』中の二代目広重作品。左が「赤坂桐畑雨中夕けい」、右は「びくにはし雪中」。 |  |                                                                                          |

二代目（1826年（文政9年） - 1869年（明治2年））
二代目広重も初代広重と同じく父は定火消同心だった。藤懸静也によると、二代目廣重は広重の門人で俗称を森田鎮平と云い、号を重宣という。初代の養女お辰（16歳）と結婚したが、のち慶応元年（1865年）妻22歳の時、離縁となっている。その後、しばしば横浜に出向いて絵を売り込み、外国貿易が次第に盛んになっている時期「茶箱廣重」の名で外国人に知られた。また、「喜齋立祥」の画号を用いて制作したがその中で、花を主題にした一種の景色画、『三十六花撰』の出来栄えがよく、版元の求めに応じ、大錦判の竪繪に作った。なお、『名所江戸百景』のなかの「赤坂桐畑雨中夕けい」で秀逸な絵を残しており、初代の「赤坂桐畑」よりも構図、色彩ともに評価が高い。
三代目（1842年（天保13年） - 1894年（明治27年））
初代広重の門下。俗称は後藤寅吉である。離縁後のお辰を妻とした。号は一笑齋。
四代目（菊池貴一郎、1849年（嘉永2年） - 1925年（大正14年））
二代目広重の門下。三代目夫人の八重子と清水晴風らが相談して、四代目広重を襲名させた。菊地家は安藤家と親しかったためである。最初は版画を制作し、武者絵などを多く書いたが、後に書家となった。貴一郎は浮世絵に関する著作を出版している。
五代目（菊池寅三、1890年（明治23年） - 1968年（昭和43年））
四代目（菊池貴一郎）の息子が継いでいる。

## 門人
広重の門人には二代目広重、三代目広重のほか、歌川広景、歌川重清、歌川重昌、暁斎重晴、歌川重房、歌川重春、重美、重華、歌川重久、重芳、歌川重歳、歌川重光、歌川重丸、紫紅、歌川芳延、東岳という絵師が合計で18名がいた。重晴は清水氏で暁風とも号し、重春と同一人かともいわれる。重房は本名を吉野勝之助と云い、安政の頃に活躍した。

## 主な作品

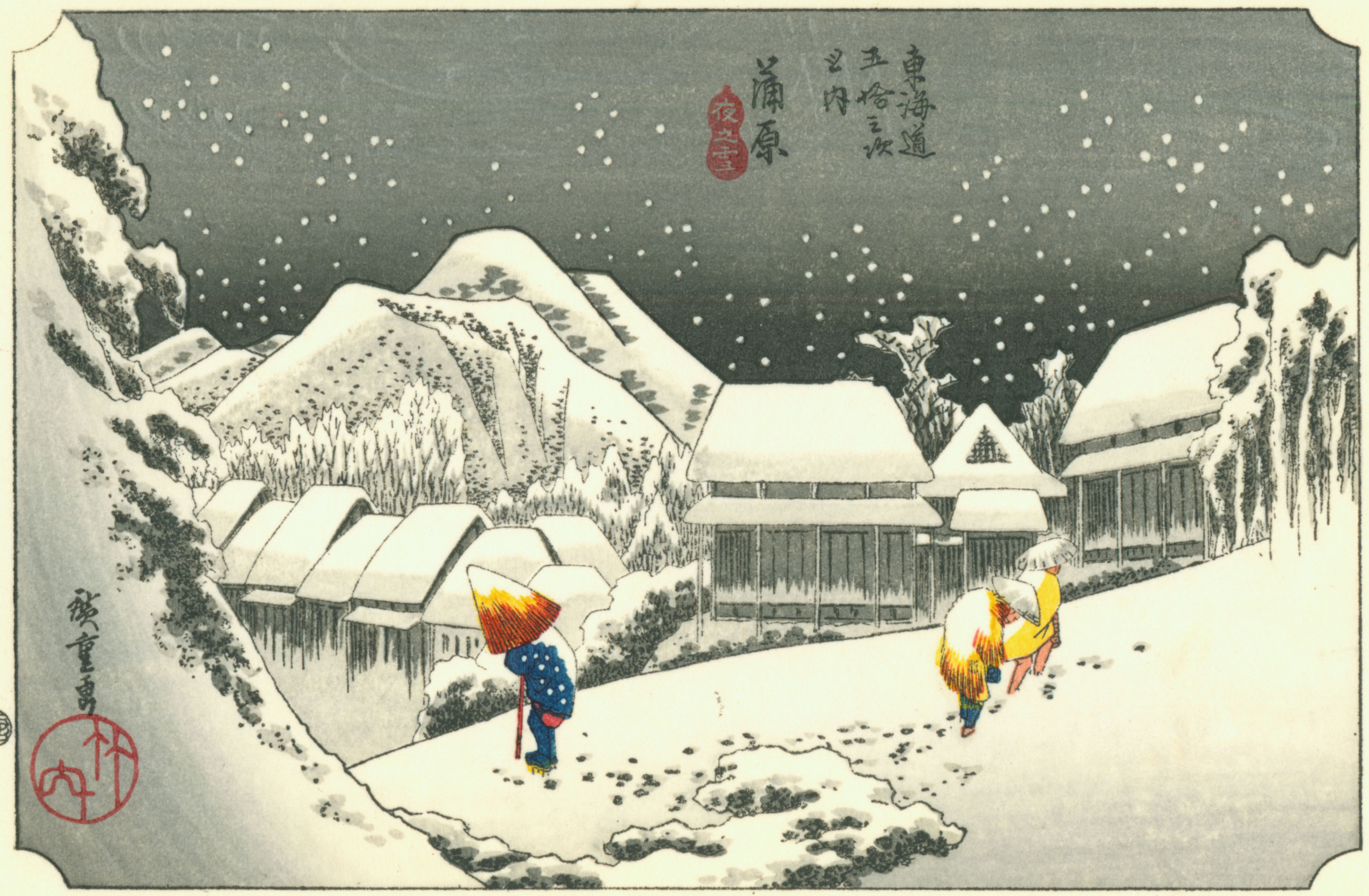
東海道五十三次　蒲原

### 錦絵
- 『傾城貞かがみ』（1818）、大判6枚、役者絵、岩戸屋喜三郎版
- 『美人風俗合』（1818）、大判3枚続、岩戸屋版
- 『中村芝翫の茶筅売実は上総之介広元と坂東三津五郎の夜そば売り実は三浦之介義澄』（1818）、間判、山口屋版、11月中村座上演
- 『中村芝翫の平清盛・中村大吉の八条局』（1818）、間判、山口屋版、11月中村座上演
- 『風流五ツ雁金』（1818）、大判、岩戸屋版、一遊斎広重画の落款
- 『金毛九尾白面ノ狐』（1818）、大判2枚続、岩戸屋版
- 『見立座敷狂言』（1818 - 1830）、大判3枚続の役者絵
- 『浅草奥山貝細工』（1820）、大判の花鳥画
- 『外と内姿八景』（1821）、美人画
- 『東都名所拾景』（1825 - 1831ころ）、横中判で10枚揃物
- 『浅草観世音千二百年開帳』（1827）、大判3枚続
- 『七代目市川団十郎と五代目瀬川菊之丞』（1829）、摺物、1828年11月玉川座上演
- 『江戸の花・大江山酒呑童子』（1829）、大判3枚続、風景画、岩戸屋喜三郎版
- 『風流おさなあそび』（1830 - 1834ころ）、横大判の玩具絵で、男子と女子の2バージョンがある
- 『魚づくし（wikidata）』（1830 - 1843ころ）、花鳥画
- 『忠臣蔵 (歌川広重)（wikidata）』（1830 - 1844ころ）、横大判で16枚揃物の役者絵。仮名手本忠臣蔵では余り上演されない十一段目「鎌倉の光明寺へ引き上げ」まで描いている。
- 『東都名所』川口屋正蔵版（1832）、横大判で10枚揃物、俗に「一幽斎がき東都名所（wikidata）」
- 『東都名所』喜鶴堂版（1832）
- 『月二拾八景（wikidata）』（1832）、大短冊判で、28景と云いながら実際は2枚しかない。「葉ごしの月」「弓張月」
- 『月に雁』（1832-35ころ）、大短冊判。満月の下に描かれた背景は「白雲」「赤蔦」の二種類がある[12]。
- 『東海道五十三次』保永堂版（1833 - 1834）、横大判で55枚揃物、53の宿場と江戸と京都を描く
- 『近江八景』山本屋版・保永堂版（1834）
- 『京都名所（wikidata）』（1834）、横大判で10枚揃物
- 『浪花名所図絵（wikidata）』（1834）、横大判で10枚揃物
- 『四季江都名所（wikidata）』（1834）、中短冊判で4枚揃物
- 『義経一代記（wikidata）』（1834 - 1835）、歴史画
- 『諸国六玉河』蔦重版（1835 - 1936）、横大判で6枚揃物
- 『木曽海道六十九次』（1835 - 1842）、「宮ノ越」など、横大判で70枚揃物、渓斎英泉の後を継ぐ
- 『江戸高名会亭尽』（1835 - 1842ころ）、横大判で30枚揃物
- 『金沢八景』（1836）、横大判で8枚揃物
- 『本朝名所（wikidata）』（1837）、横大判で15枚揃物
- 『曽我物語図絵（wikidata）』（1837 - 1848ころ）、竪大判で30枚揃物の物語絵、上部を雲形で仕切り絵詞を入れている
- 『江戸近郊八景（wikidata）』（1838）、横大判で8枚揃物
- 『東都名所』藤彦版（1838）
- 『江都勝景（wikidata）』（1838）
- 『東都司馬八景（wikidata）』（1839）、横大判で8枚揃物
- 『即興かげぼしづくし』（1839 - 1842）、竪中判の2丁掛で玩具絵
- 『和漢朗詠集』（1839 - 1842ころ）
- 『諸芸稽古図絵』（1839 - 1844ころ）、横大判の4丁掛で4枚揃物の玩具絵、子供の稽古事16種を戯画風に描いた
- 『東海道五拾三次』佐野喜版（1840）、俗に「狂歌東海道」
- 『新撰江戸名所（wikidata）』（1840）
- 『東都名所坂づくし（wikidata）』（1840 - 1842ころ）
- 『東都名所之内隅田川八景』（1840 - 1842ころ）
- 『日本湊尽（wikidata）』（1840 - 1842ころ）
- 『参宮道』（1840 - 1844ころ）、八つ切判で24枚揃物、四日市から二見浦までを描く
- 『東海道五十三次』江崎版（1842）、俗に、「行書東海道」
- 『甲陽猿橋之図』『雪中富士川之図』（1842）、竪大判の竪2枚続、版元は「甲陽」が蔦屋吉蔵、「雪中」が佐野屋喜兵衛、縦長の構図にそそり立つ渓谷の絶壁と猿橋の姿を見上げる構図で描き、遠景の集落と満月が描かれている
- 『東海道五十三対』（1843）、三代豊国・国芳との合作
- 『諸国嶋づくし』（1843 - 1846ころ）、団扇絵
- 『教訓人間一生貧福両道中の図』（1843 - 1847ころ）、横3枚続の玩具絵
- 『娘諸芸出世双六』（1844 - 1848ころ）、間判4枚貼りの双六で、ふりだしは学芸の基礎である手習いで上りは御殿の奥方になる
- 『小倉擬百人一首（wikidata）』（1846）、100枚揃物で三代豊国・国芳との合作
- 『春興手習出精雙六』（1846）、大判2枚貼りの双六で、寺子屋の学習内容と生活風習がテーマ
- 『東海道』（1847）、俗に「隷書東海道」
- 『東海道五十三図絵』（1847）、俗に「美人東海道」の美人画
- 『狂戯芸づくし』（1847 - 1848ころ）、竪大判の戯画
- 『相州江ノ島弁財天開帳参詣群衆之図』（1847 - 1852ころ）、竪大判の横3枚続
- 『江戸名所五性（wikidata）』（1847 - 1852ころ）、竪大判で5枚揃物の美人画
- 『本朝年歴図絵』（1848 - 1854ころ）、物語絵で、日本書紀に材をとり、古代天皇の時代ごとに、説明文を上部に記し下部に絵を描く
- 『東海道張交図会（wikidata）』（1848 - 1854ころ）、張交絵
- 『東都雪見八景』（1850ころ）、横大判で8枚揃物
- 『伊勢名所二見ヶ浦の図』（1850ころ）、竪大判の横3枚続
- 『五十三次張交』（1852）、張交絵
- 『箱根七湯図会（wikidata）』（1852）
- 『源氏物語五十四帖』（1852）、物語絵
- 『五十三次』（1852）、俗に「人物東海道」
- 『不二三十六景』（1852）、広重がはじめて手がけた富士の連作で、版元は佐野屋喜兵衛、武蔵・甲斐・相模・安房・上総など実際に旅した風景が描かれている
- 『国尽張交図絵』（1852）、張交絵
- 『浄る理町繁花の図』（1852）、竪大判で7枚揃物の戯画、人形浄瑠璃の登場人物を商売人に置き換えている
- 『六十余州名所図会』（1853 - 1856）、竪大判で70枚揃物
- 『双筆七湯廻』（1854）、団扇絵で7枚揃物、三代豊国との合作
- 『童戯武者尽』（1854）、戯画
- 『東都名所年中行事』（1854）、竪大判で12枚揃物、1年の12か月を扱った
- 『双筆五十三次』（1854 - 1855）、三代豊国との合作
- 『当盛六花撰』（1854 - 1858）、竪大判で10枚揃物の役者絵、背景に花が描かれている、三代豊国との合作
- 『五十三次名所図絵』（1855）、俗に「竪の東海道」
- 『名所江戸百景』（1856 - 1859）、竪大判で120枚揃物
- 『諸国六玉川』丸久版（1857）、竪大判で6枚揃物
- 『武陽金澤八勝夜景』『阿波鳴門之風景』『木曽路之山川』（1857）、竪大判の横3枚続
- 『大山道中張交図会』（1857 - 1858）、張交絵
- 『山海見立相撲』（1858）、横大判で20枚揃物
- 『冨二三十六景』（1859）、竪大判で37枚揃物、版下絵は1858年4月には描き上がっていたが、発売は1年後の1859年夏、結果的に最後の作品となった、版元は蔦屋吉蔵、富士を描いた連作で『名所江戸百景』と同様に風景を竪に切り取り、近景・中景・遠景を重ねた構図の印像

### 肉筆浮世絵
- 『琉球人来貢図巻』（1807）、紙本墨画1巻、浮世絵太田記念美術館所蔵、広重10歳の時の作品
- 『傾城図』（1818 - 1822ころ）、紙本着色、日本浮世絵博物館所蔵
- 『行列図』（1832）、絹本着色、東京国立博物館所蔵
- 『桜と小禽図』（1835）、杉戸板地着色、泉谷寺所蔵
- 『煙管をもつ立美人図』、絹本着色、出光美術館所蔵
- 『鬼念仏と美人図』、紙本墨画淡彩、出光美術館所蔵
- 『鴻ノ台図屏風』（1841）、絹本着色六曲一隻、山梨県立博物館大木コレクション
- 『玉川の富士・利根川筑波図』（1848 - 1853）、絹本着色双幅、ニューオータニ美術館所蔵
- 『日光山裏見ノ滝　日光山霧降ノ滝　日光山華厳ノ瀧』（1849 - 1851ころ）、絹本着色3幅対、浮世絵太田記念美術館所蔵
- 『上野中ノ嶽霧晴　上野妙儀山雨中　上野榛名山雪中』（1849 - 1851ころ）、絹本着色3幅対、浮世絵太田記念美術館所蔵
- 『御殿山花見図』、絹本着色、ニューオータニ美術館所蔵
- 『利根川図』、絹本着色、ニューオータニ美術館所蔵
- 『本牧風景図』、絹本着色、ニューオータニ美術館所蔵
- 『高尾図』、紙本淡彩、ニューオータニ美術館所蔵
- 『武相名所手鑑・馬入川舟渡』（1853）、絹本彩色、平木浮世絵財団所蔵
- 『武相名所手鑑・南郷之松原左り不二』（1853）、絹本彩色、平木浮世絵財団所蔵
- 『高輪の雪図・両国の月図・御殿山の花図』、絹本着色3幅対、鎌倉国宝館所蔵
- 『不二川の図』、絹本着色短冊、城西大学水田美術館所蔵
- 『不二望岳図』、絹本着色、熊本県立美術館所蔵
- 『屋根船の芸妓図』、紙本淡彩、熊本県立美術館所蔵

### 草双紙・絵本
- 『狂歌紫の巻』（1818）、絵入り狂歌本
- 『音曲情糸道』（1820）、合巻挿絵
- 『くま坂物がたり』（1821）、合巻挿絵
- 『出謗題無智哉論』（1822）、合巻挿絵
- 『白井権八』（1824）、合巻挿絵
- 『義経千本桜』（1825）、合巻挿絵
- 『御膳浅草法』（1826）、合巻挿絵
- 『寶船桂帆柱』（1827）、合巻挿絵
- 『丹波与作関の小万春駒駅談』（1827）、読本挿絵
- 『狂歌山水奇鑑』（1831）、絵入り狂歌本
- 『狂歌隅田川余波』（1833）、絵入り狂歌本
- 『旗飄菟水葛葉』（1834）、合巻挿絵
- 『俳諧三十六句撰』（1837）、絵入り俳諧本
- 『絵本忠臣蔵』（1845）、絵本
- 『菅原伝授手習鑑』（1846）、絵本
- 『絵本膝栗毛』（1846 - 1849）、合巻挿絵で、国芳・英泉との合作
- 『立斎草筆画譜』（1848 - 1851）、絵本
- 『絵本江戸土産』（1850 - 1857）、全10編の絵本で、1編から7編まで担当し、あとは二代広重が描いた
- 『略画光琳風立斎百図』（1851）、琳派調の草花・人物・風俗等を軽妙なタッチで描いた絵手本
- 『岐蘇名所図会』（1851-1852）、絵入り狂歌本
- 『狂歌四季人物』（1855）、絵入り狂歌本
- 『狂歌江都名所図会』（1856）、全16編の絵入り狂歌本で、1編から14編まで担当し、あとは二代広重が描いた
- 『狂歌文茂智登理』（1858）、絵入り狂歌本
- 『富士見百図』（1859）、富士の姿をリアルに描いた絵本で、作者の死により初編のみで未完に終わった

## 所蔵美術館
各所で所蔵されるが、光線による劣化があるため常時展示はしていないことが多い。日本国内では、
- 東京国立博物館（東京都台東区）
- 那珂川町馬頭広重美術館（栃木県那珂川町）
- 神奈川県立歴史博物館（神奈川県横浜市）
- 中山道広重美術館（岐阜県恵那市）
- 東海道広重美術館（静岡県静岡市、由比宿本陣）
- 広重美術館（山形県天童市）
- 海の見える杜美術館（広島県廿日市市）
- 安藤広重浮世絵美術館（東京都板橋区）

に所蔵されている。
国外では
- メトロポリタン美術館（アメリカ合衆国、ニューヨーク）
- ボストン美術館（アメリカ合衆国、ボストン）
- ブルックリン美術館（アメリカ合衆国、ニューヨーク）
- ギメ東洋美術館（フランス共和国、パリ）
- ビクトリア国立美術館（オーストラリア、メルボルン）

に作品がある。

## 関連作品
- 新 必殺からくり人 - 1977年から1978年に放送されたテレビ朝日のテレビドラマ。広重（演：緒形拳）が全話を通じての仕事の依頼人。本編への登場は第1話と最終話のみだが、オープニングナレーションは広重のモノローグになっている。
- 広重ぶるう - 梶よう子の歴史小説。2024年にNHKでテレビドラマ化された。主演の広重役は阿部サダヲ。